# Octobre 1901

## Événements

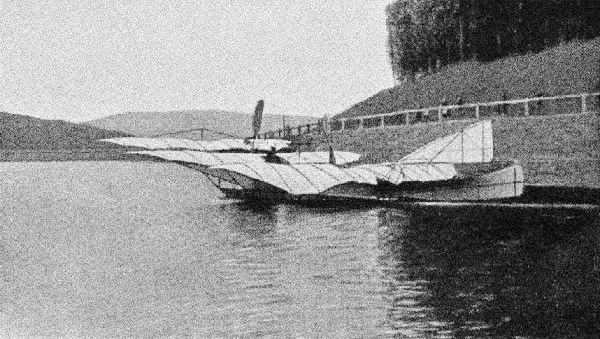
15 octobre : L'aéroplane de Wilhelm Kress

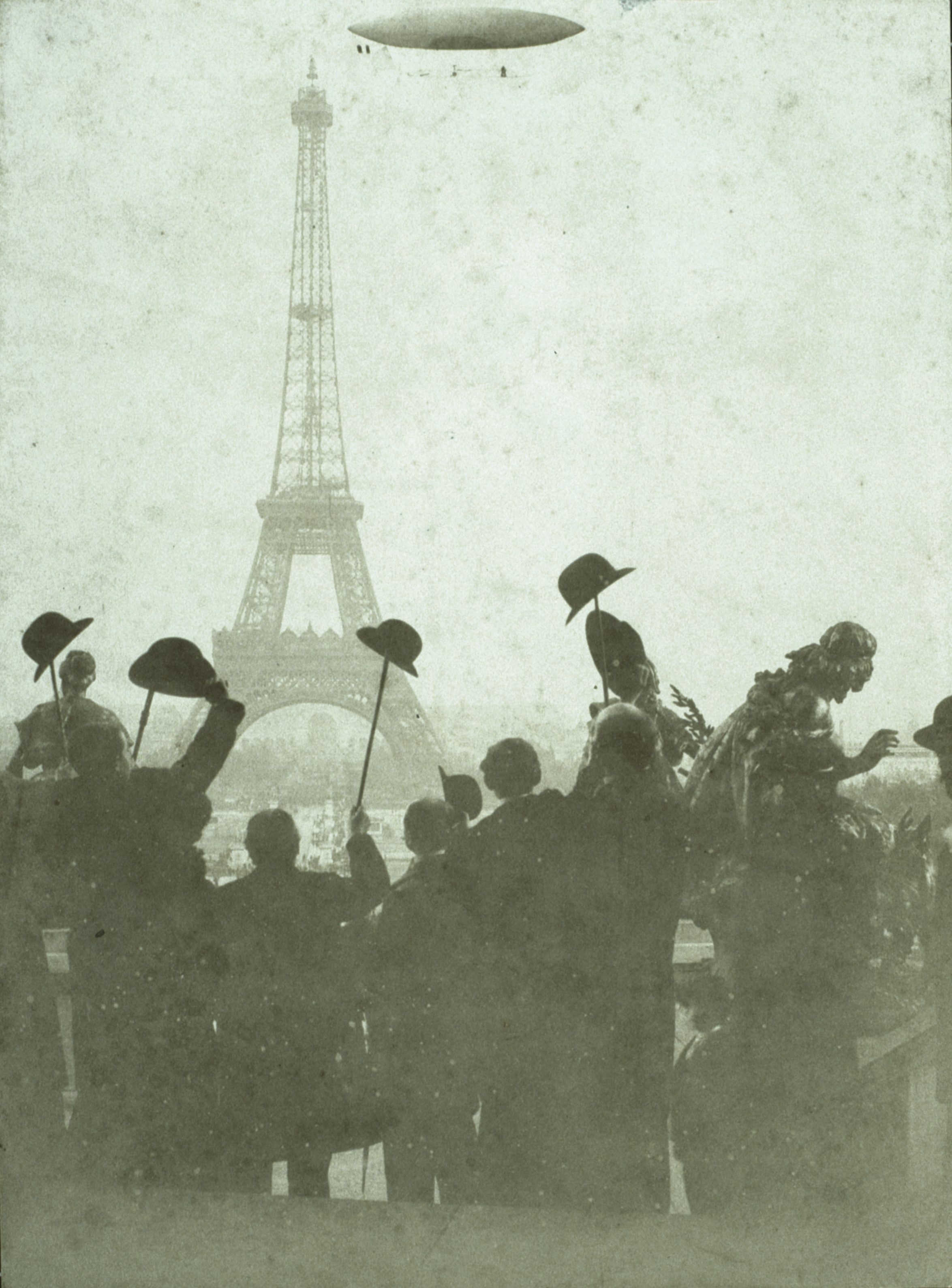
19 octobre : Alberto Santos-Dumont contourne la tour Eiffel

- 3 octobre, Afghanistan : début du règne de Habibullah Khan, roi d’Afghanistan.
- 14 octobre, Comédie-Française: dissolution du comité de lecture de la Comédie-Française.
- 15 octobre, aéronautique: crash de l'aéroplane de Wilhelm Kress sur le lac de Tullnerbach.
- 19 octobre, aéronautique : Alberto Santos-Dumont remporte le prix Deutsch de la Meurthe pour un aller et retour de Saint-Cloud à la Tour Eiffel. Il empoche une prime de 100 000 francs pour cet exploit.
- 23 octobre, France:
  - politique: fondation de l'Alliance républicaine démocratique.
    - opéra: première à Paris de l'opéra de Camille Saint-Saëns, "Les Barbares".
    - 24 octobre, États-Unis: Annie Edson Taylor, institutrice de 63 ans, se laisse tomber dans un tonneau du haut des chutes du Niagara et survit.
    - 25 octobre, Transvaal: dans un discours prononcé à Edimbourg, Joseph Chamberlain défend les sévères mesures prises contre les Boers et critique l'Allemagne.
    - 26 octobre, France: lancement du croiseur Léon Gambetta à Brest.

- 27 octobre : création du Concerto pour piano nº 2 de Rachmaninov.

- 29 octobre : fondation de l'Aéro-Club de Grande-Bretagne.

## Naissances
- 1er octobre : Eudoxie Baboul, supercentenaire française, doyenne des français († 1er juillet 2016).
- 2 octobre :
  - Kiki de Montparnasse, modèle, artiste - Reine de Montparnasse († 23 mars 1953).
  - Charles Stark Draper, ingénieur américain († 25 juillet 1987).
- 3 octobre :
  - Jean Grémillon, réalisateur français († 25 novembre 1959).
  - François Le Lionnais, mathématicien français († 13 mars 1984).

- 5 octobre: Alfred DesRochers, écrivain († 12 octobre 1978).

- 7 octobre :
  - Frank Boucher, joueur et entraineur de hockey sur glace († 12 décembre 1977).
- 9 octobre : Paul Jeanselme, écrivain français († 15 avril 1979).
- 10 octobre : Alberto Giacometti, sculpteur suisse († 11 janvier 1966).
- 12 octobre : Gabriel-Marie Garrone, cardinal français de la Curie romaine († 15 janvier 1994).
- 15 octobre: Bernard von Brentano, journaliste et écrivain allemand († 29 décembre 1964).
- 20 octobre : 
  - Frank Churchill, compositeur († 14 mai 1942).
  - Adelaïde Hall, chanteuse de jazz afro-américaine († 7 novembre 1993).
- 24 octobre : Jean Bourdeillette, diplomate et poète français († 28 août 1981).

## Décès
- 14 octobre : Alexandre Legrand, peintre français (° 16 mai 1822).
- 23 octobre: Georg von Siemens, banquier allemand (° 21 octobre 1839).